# Germain Gaultier
Germain Gaultier (baptisé le 19 janvier 1571 à Paris, mort le 11 mars 1624 à Rennes) est un sculpteur parisien puis architecte de la ville de Rennes de 1609 à sa mort et le premier architecte du palais du Parlement de Bretagne. Il est parfois prénommé Gervais par erreur et nommé Gautier ou Gauthier.

## Travaux
Il commence son apprentissage à Paris avant de partir pour l’Ouest (Tours, Orléans, un retour à Paris puis Angers en 1605).
À partir d’avril 1609, il s’installe définitivement à Rennes et devient « contrôleur des œuvres de la ville » dès 1610.
Il travaille aussi de 1606 à 1620, sur le portail de la cathédrale Saint-Pierre de Rennes.

### Palais du Parlement de Bretagne
Sa principale œuvre est le dessin, puis la direction du chantier du palais du Parlement de Bretagne qu’il dirigea jusqu'à sa mort accidentelle en mars 1624. En janvier 1624, une voute du rez-de-chaussée encore en construction s’écroula sur lui, il décédera de ses blessures deux mois plus tard.
Dès 1614, il dresse un premier plan du futur parlement, puis deux autres plans, le « grand et petit dessein ». C’est finalement le plan modifié par l’architecte royal Salomon de Brosse qui sera réalisé. Germain Gaultier dirigera cependant le chantier jusqu’à sa mort. En tant que conducteur des travaux, il pose la première pierre le 15 septembre 1618. Il continuera à collaborer avec Salomon de Brosse après son départ et ira le voir à Paris − avec l’aide financière de la ville de Rennes − en janvier 1619 et en juin 1620 pour recevoir les derniers plans à jour.

## Famille
Il est le fils de Michel Gaultier, sculpteur, et de Noémie Pilon, sœur du sculpteur Germain Pilon, dont il a été l'élève.
Il épouse Marie Mansart, fille d’Absalon Mansart, et devient donc le beau-frère de François Mansart dont il été le premier maître.
Sa fille Marie Gauthier, mariée avec Raphaël Hardouin, est la mère de Jules Hardouin-Mansart.